# Prodontria capito
Prodontria capito är en skalbaggsart som beskrevs av Thomas Broun 1909. Prodontria capito ingår i släktet Prodontria och familjen Melolonthidae. Inga underarter finns listade i Catalogue of Life.